# Orazio Stracuzzi
Orazio Stracuzzi (Catania, 8 agosto 1947) è un attore italiano.

## Biografia
Attore caratterista, esordisce nella prima metà degli anni settanta interpretando ruoli da comprimario; ha recitato in diversi generi lavorando in pellicole d'avventura, drammi, polizieschi, con particolare predilezione per la commedia all'italiana; dotato di un volto sorridente o austero a seconda dell'occasione, ha interpretato ruoli di padri affettuosi, insegnanti magnanimi o vicini di casa disponibili.

## Filmografia

### Cinema
- Dal nostro inviato a Copenaghen, regia di Alberto Cavallone (1970)
- Brancaleone alle crociate, regia di Mario Monicelli (1970)
- Principe coronato cercasi per ricca ereditiera, regia di Giovanni Grimaldi (1970)
- La classe operaia va in paradiso, regia di Elio Petri (1971)
- Il merlo maschio, regia di Pasquale Festa Campanile (1971)
- Lo sceriffo di Rockspring, regia di Anthony Green (1971)
- Nel nome del padre, regia di Marco Bellocchio (1972)
- Il vero e il falso, regia di Eriprando Visconti (1972)
- I familiari delle vittime non saranno avvertiti, regia di Alberto De Martino (1972)
- Camorra, regia di Pasquale Squitieri (1972)
- L'uccello migratore, regia di Steno (1972)
- Il generale dorme in piedi, regia di Francesco Massaro (1972)
- Il caso Pisciotta, regia di Eriprando Visconti (1972)
- Storia di fifa e di coltello - Er seguito d'er più, regia di Mario Amendola (1972)
- Si può essere più bastardi dell'ispettore Cliff?, regia di Massimo Dallamano (1973)
- Giorni d'amore sul filo di una lama, regia di Giuseppe Pellegrini (1973)
- Il delitto Matteotti, regia di Florestano Vancini (1973)
- Revolver, regia di Sergio Sollima (1973)
- Rappresaglia, regia di George Pan Cosmatos (1973)
- La signora è stata violentata!, regia di Vittorio Sindoni (1973)
- Metti... che ti rompo il muso, regia di Giuseppe Vari (1973)
- Il figlioccio del padrino, regia di Mariano Laurenti (1973)
- Amore e ginnastica, regia di Luigi Filippo D'Amico (1973)
- Quelli che contano, regia di Andrea Bianchi (1973)
- L'arbitro, regia di Luigi Filippo D'Amico (1974)
- Arrivano Joe e Margherito, regia di Giuseppe Colizzi (1974)
- Squadra volante, regia di Stelvio Massi (1974)
- Amore mio, non farmi male, regia di Vittorio Sindoni (1974)
- Un uomo, una città, regia di Romolo Guerrieri (1974)
- Il saprofita, regia di Sergio Nasca (1974)
- La poliziotta, regia di Steno (1974)
- Vermisat, regia di Mario Brenta (1975)
- Il tassinaro, regia di Alberto Sordi (1983)
- Mia moglie è una bestia, regia di Castellano e Pipolo (1988)
- Porte aperte, regia di Gianni Amelio (1990)
- Il muro di gomma, regia di Marco Risi (1991)
- Mille bolle blu, regia di Leone Pompucci (1993)
- Il postino, regia di Michael Radford (1994)
- Agosto, regia di Massimo Spano (1994)
- Palla di neve, regia di Maurizio Nichetti (1995)
- Festival, regia di Pupi Avati (1996)
- Ti amo Maria, regia di Carlo delle Piane (1997)
- L'ultimo capodanno, regia di Marco Risi (1998)
- Incontri proibiti, regia di Alberto Sordi (1998)
- Il cielo in una stanza, regia di Carlo Vanzina (1999)
- Le giraffe, regia di Claudio Bonivento (2000)
- Domani, regia di Francesca Archibugi (2001)
- I cavalieri che fecero l'impresa, regia di Pupi Avati (2001)
- Un altr'anno e poi cresco, regia di Federico Di Cicilia (2001)
- Il pranzo della domenica, regia di Carlo Vanzina (2003)
- Oggi sposi, regia di Luca Lucini (2009)
- Baarìa, regia di Giuseppe Tornatore (2009)
- La mafia uccide solo d'estate, regia di Pif (2013)
- Torno indietro e cambio vita, regia di Carlo Vanzina (2015)
- In guerra per amore, regia di Pif (2016)
- E noi come stronzi rimanemmo a guardare, regia di Pif (2021)

### Televisione
- La carretta dei comici, regia di Andrea Camilleri – miniserie TV (1970)
- E le stelle stanno a guardare, regia di Anton Giulio Majano – miniserie TV (1971)
- Joe Petrosino, regia di Daniele D'Anza – miniserie TV (1972)
- Western di cose nostre, regia di Pino Passalacqua – miniserie TV (1984)
- La piovra 4, regia di Luigi Perelli – miniserie TV (1989)
- Disperatamente Giulia, regia di Enrico Maria Salerno – miniserie TV (1989)
- Chiara e gli altri – serie TV, episodio 2x08 (1991)
- Il commissario Montalbano – serie TV, episodio 1x02 (1999)
- Anni '60, regia di Carlo Vanzina – miniserie TV (1999)
- Don Matteo – serie TV, episodio 1x13 (2000)
- Distretto di Polizia – serie TV, episodio 1x09 (2000)
- In love and War, regia di John Kent Harrison – film TV (2001)
- Il commissario – serie TV, episodio 1x04 (2002)
- Distretto di Polizia – serie TV, episodio 6x23 (2006)
- R.I.S. Roma - Delitti imperfetti – serie TV, episodio 1 (2010)
- Squadra antimafia - Palermo oggi – serie TV, episodio 4x04 (2012)
- Leopardi - Il poeta dell'infinito, regia di Sergio Rubini – miniserie TV (2025)

## Altro
- Pubblicità Green Network, insieme a Gigi Proietti (2014)
- Pubblicità Green Network, insieme a Gigi Proietti e Giorgia Trasselli (2015)
- Cortometraggio "Jason Brown", regia di Fabrizio Sergi (2022)

## Doppiatori
- Sandro Pellegrini in Mia moglie è una bestia